# 纪亭榭
纪亭榭（1912年4月—2009年12月6日），中国黑龙江省东宁县人，中国人民解放军海军少将。

## 抗日战争时期
1931年，九一八事变爆发，年仅19岁的纪亭榭，放弃在南满铁路的工作，到北平参加东北学生军，后返回东北任辽南义勇军宣传处处长。1937年，纪亭榭与高鹏等人在赵侗领导下发起成立国民抗日军，在北京西郊昌平一带进行游击战。1937年8月22日，国民抗日军乔装成日本兵，偷袭德胜门外第二监狱，缴获一批枪支和大刀，营救了包括李大钊侄子李海涛在内的30多名共产党员。后该部在杨成武的斡旋下被改编为八路军晋察冀军区第五支队。同年由聂荣臻亲自介绍入共产党，这也唯一经聂荣臻元帅介绍入党的中共党员。
1938年秋，支队长赵侗由于与中国共产党之间产生隔阂而离队，该支队旋即被改编为晋察冀军区第1军分区3团，纪亭榭出任团长，率军参加了一系列对日军的战斗，其中以击毙日军中将阿部规秀的黄土岭战斗最为知名。
1940年，纪亭榭到延安抗日军政大学学习。此后，他升任晋察冀军区第5军分区参谋长、后又历任冀察军区第13军分区司令员等职。

## 国共内战时期
国共内战时期，纪亭榭先后担任张家口公安局保安大队大队长，张家口军警联合处处长兼卫戍区司令部副参谋长，察哈尔军区第6军分区司令员兼武装部部长，晋察冀军区独立旅旅长、华北军区直属第209师副师长。

## 中华人民共和国建国后
中华人民共和国建国后，纪亭榭担任中国人民解放军空军空三师副师长，率部参加了朝鲜战争，中国空军王牌飞行员王海、赵宝桐等都出自他的麾下。1960年代在指挥海军航空兵争夺东南沿海制空权的战斗中功勋卓著，指挥过一江山岛战役。后升任海军航空兵参谋长，1964年晋升海军少将军衔。1970年代纪亭榭因牵连到九一三林彪事件，而受到批评。 他于1980年代退休，晚年高龄的纪亭榭视力出现退化，最终导致双目失明。他于2009年12月6日在北京逝世，享年98岁。

## 家庭
纪亭榭与贺龙元帅是亲家。1970年代，贺龙的三女儿贺晓明与纪亭榭的儿子纪平结婚，婚后生有一对儿女，儿子纪龙、女儿纪珂珂。